# سازمان ملی پژوهش‌های جوی

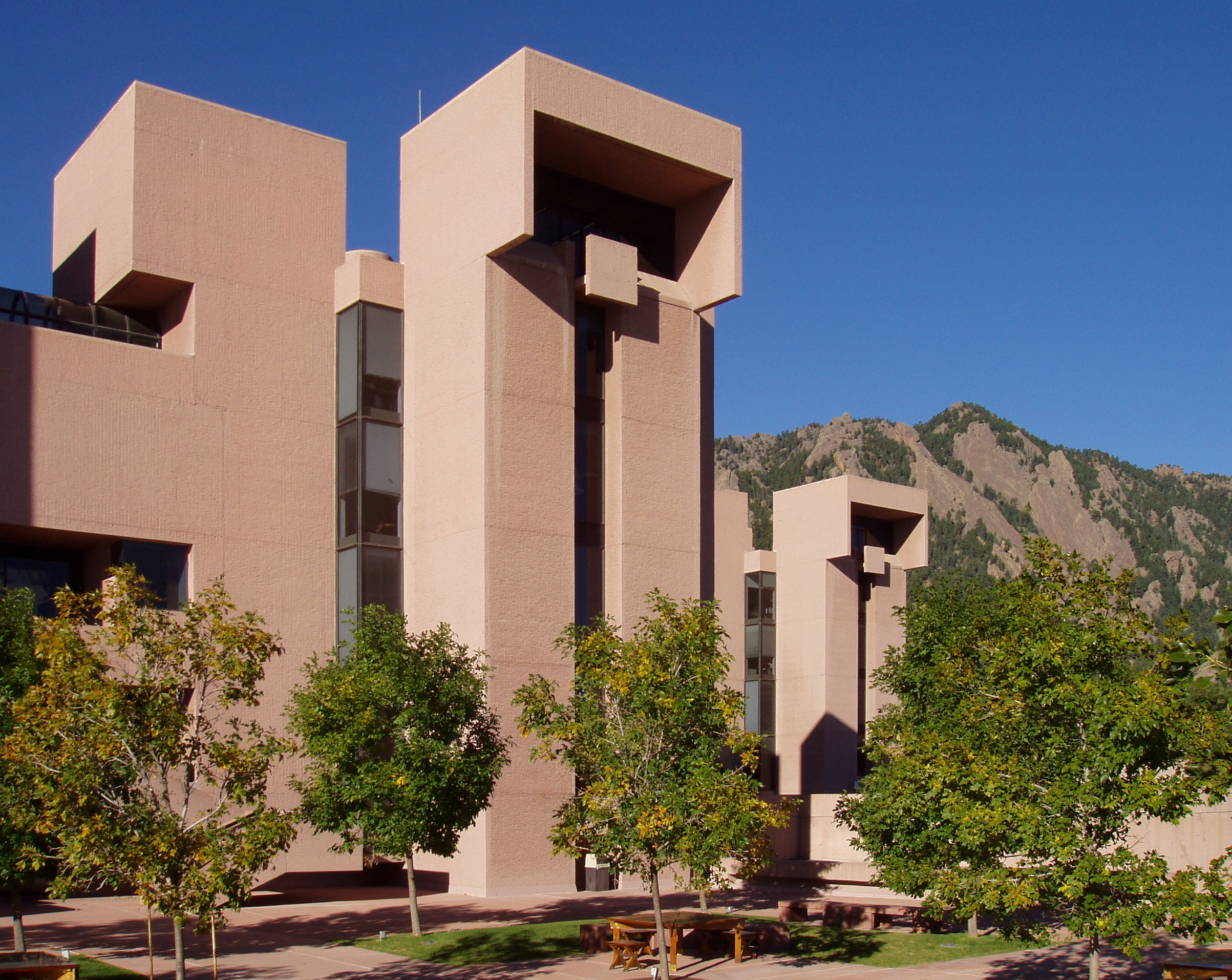
آزمایشگاه سازمان ملی پژوهش‌های جوی در بولدر، کلرادو

سازمان ملی پژوهش‌های جوی (National Center for Atmospheric Research) نام یک مرکز تحقیقات آب و هوایی در کلرادو آمریکا است.